# Enrique Palos
Enrique Palos, né le 31 mai 1986 à Aguascalientes est un footballeur mexicain évoluant au poste de gardien de but au FC Juarez

## Biographie
Enrique Palos est formé au Tigres UANL et intègre l'équipe première lors de la saison 2005-2006 en tant que troisième gardien. Il joue ses premiers matchs professionnels lors de la saison 2008-2009 alors qu'il devient numéro deux.
Lors de la saison 2011-2012, il devient le gardien numéro un du club.
Il perd sa place de titulaire en 2014 après l'arrivée de Nahuel Guzmán.

## Statistiques
| Saison                | Club                  | Championnat           | Championnat | Championnat | Coupe(s) nationale(s) | Coupe(s) nationale(s) | Compétition(s) continentale(s) | Compétition(s) continentale(s) | Compétition(s) continentale(s) | Total | Total |
| Saison                | Club                  | Division              | M.          | B.          | M.                    | B.                    | Comp.                          | M.                             | B.                             | M.    | B.    |
| 2008-2009             | Tigres UANL           | Liga MX               | 6           | 0           | -                     | -                     | -                              | 2                              | 0                              | 8     | 0     |
| 2009-2010             | Tigres UANL           | Liga MX               | -           | -           | -                     | -                     | -                              | -                              | -                              | 0     | 0     |
| 2010-2011             | Tigres UANL           | Liga MX               | 12          | 0           | 1                     | 0                     | -                              | -                              | -                              | 13    | 0     |
| 2011-2012             | Tigres UANL           | Liga MX               | 34          | 0           | 10                    | 0                     | -                              | -                              | -                              | 44    | 0     |
| 2012-2013             | Tigres UANL           | Liga MX               | 34          | 0           | 2                     | 0                     | -                              | 3                              | 0                              | 39    | 0     |
| 2013-2014             | Tigres UANL           | Liga MX               | 18          | 0           | 4                     | 0                     | -                              | -                              | -                              | 22    | 0     |
| 2014-2015             | Tigres UANL           | Liga MX               | 2           | 0           | 3                     | 0                     | -                              | 1                              | 0                              | 6     | 0     |
| 2015-2016             | Tigres UANL           | Liga MX               | 3           | 0           | -                     | -                     | -                              | 2                              | 0                              | 5     | 0     |
| 2016-2017             | Tigres UANL           | Liga MX               | 1           | 0           | -                     | -                     | -                              | 3                              | 0                              | 4     | 0     |
| Total sur la carrière | Total sur la carrière | Total sur la carrière | 110         | 0           | 20                    | 0                     | -                              | 11                             | 0                              | 141   | 0     |

## Palmarès
Enrique Palos est champion du Mexique lors du tournoi d'ouverture en 2011 et 2013.
Sur le plan continental, il est finaliste de la Copa Libertadores en 2015 et de la Ligue des champions de la CONCACAF en 2016.